# Adam Ledwoń
Adam Ledwoń (Olesno, 15 gennaio 1974 – Klagenfurt am Wörthersee, 11 giugno 2008) è stato un calciatore polacco, di ruolo centrocampista.

## Biografia
L'11 giugno 2008 fu trovato morto per suicidio nella sua abitazione di Klagenfurt am Wörthersee.

## Carriera

### Club
La carriera di Ledwoń cominciò nel GKS Katowice nel 1991 e vi rimase per molti anni, fino al 1997, collezionando in totale 5 reti.
La squadra successiva fu il Bayer Leverkusen: in due anni collezionò 10 presenze. Passò quindi al Fortuna Colonia, dove rimase due stagioni.
Successivamente si trasferì in Austria, nell'Austria Vienna. In seguito ritornò in Germania, questa volta per giocare nell'Admira Wacker Mödling.
Nel 2005 tornò in Austria, questa volta allo Sturm Graz, dove rimase due anni.
Nell'estate del 2007 venne perfezionato il suo trasferimento all'Austria Kärnten. Fu l'ultima squadra nella quale Ledwoń giocò prima della morte.

### Nazionale
Tra il 1993 e il 1998 collezionò 17 presenze e una rete in Nazionale polacca.